# Figlie di Nostra Signora di Nazareth
Le Figlie di Nostra Signora di Nazareth (in spagnolo Hijas de Nuestra Señora de Nazaret) sono un istituto religioso femminile di diritto pontificio: le suore di questa congregazione pospongono al loro nome la sigla D.N.

## Storia
La congregazione fu fondata da Sara Alvarado Pontón (1904-1980): insieme ad altre giovani, iniziò a dedicarsi all'assistenza morale e materiale alle ragazze che si trasferivano a Bogotà per lavorare come domestiche e il 25 marzo 1938, per offrire loro un alloggio decoroso, aprì la casa Hogar de Nazareth.
La comunità guidata dalla Alvarado Pontón si affiliò al terz'ordine domenicano e nel 1950 estese il suo apostolato alla promozione spirituale e culturale dei contadini della Colombia.
Il 25 marzo 1964 Luis Concha Córdoba, arcivescovo di Bogotá, eresse la pia unione in congregazione religiosa e il 30 marzo la Alvarado Pontón e le sue compagne emisero i voti perpetui.
L'istituto ricevette il pontificio decreto di lode il 5 febbraio 1975.

## Attività e diffusione
Le suore si dedicano a varie attività in campo educativo e sociale, specialmente a favore dei lavoratori.
Sono presenti nelle Americhe (Cile, Colombia, Ecuador, Stati Uniti d'America, Uruguay, Venezuela), in Europa (Spagna, Francia, Germania, Irlanda, Italia, Paesi Bassi) e in Repubblica Centrafricana; la sede generalizia è a Bogotà.
Alla fine del 2008 la congregazione contava 298 religiose in 68 case.